# Ghanská ženská fotbalová reprezentace
Ghanská ženská fotbalová reprezentace reprezentuje Ghanu na mezinárodních fotbalových akcích, jako je mistrovství světa žen nebo ženský turnaj na olympijských hrách.

## Olympijské hry
| Rok    | Účast                                           | Soupisky |
| ------ | ----------------------------------------------- | -------- |
| 1996   | Bez účasti                                      |          |
| 2000   | Nekvalifikovaly se                              |          |
| 2004   | Nekvalifikovaly se                              |          |
| 2008   | Nekvalifikovaly se                              |          |
| 2012   | Nekvalifikovaly se                              |          |
| 2016   |                                                 |          |
| Celkem | Účast – 0× Zlato – 0×, Stříbro – 0×, Bronz – 0× |          |

## Mistrovství světa
| Rok    | Účast                                           | Soupisky |
| ------ | ----------------------------------------------- | -------- |
| 1991   | Nekvalifikovaly se                              |          |
| 1995   | Nekvalifikovaly se                              |          |
| 1999   | Základní skupina                                |          |
| 2003   | Základní skupina                                |          |
| 2007   | Základní skupina                                |          |
| 2011   | Nekvalifikovaly se                              |          |
| 2015   | Nekvalifikovaly se                              |          |
| 2019   |                                                 |          |
| Celkem | Účast – 3× Zlato – 0×, Stříbro – 0×, Bronz – 0× |          |